# Liparis formosana
Tỏi tai dê (danh pháp hai phần: Liparis formosana) là một loài thực vật có hoa trong họ Lan. Loài này được Rchb.f. mô tả khoa học đầu tiên năm 1880.

## Hình ảnh

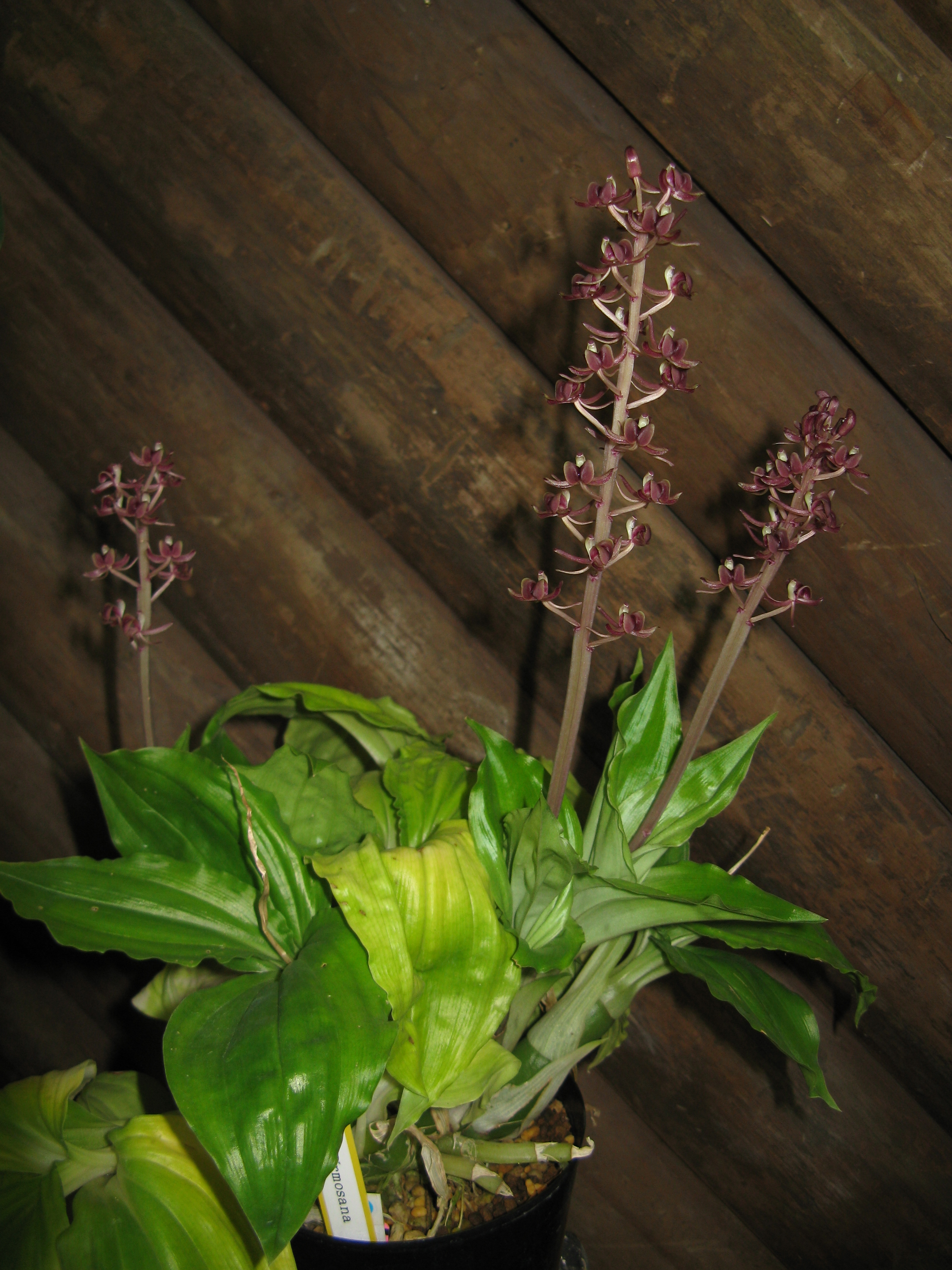